# Famille de Préaux (Normandie)
Ne doit pas être confondu avec Famille de Préaulx (Touraine).
Pour les articles homonymes, voir Préaux.
La famille de Préaux est une famille féodale originaire de Normandie. Elle tient son nom de la terre de Préaux, près de Rouen. Elle s'éteignit en France à la fin du XIVe siècle, mais une branche aurait continué en Angleterre à partir d'environ 1400.
Plusieurs ouvrages,, ont affirmé que cette famille était la même que la famille de Préaulx de Touraine (éteinte en 1971), dont la filiation connue remonte à 1232 et la filiation prouvée à 1451. On sait aujourd'hui que ces deux familles sont distinctes.
La maison de Bourbon-Préaux, éteinte au XVe siècle, est un rameau de la maison de Bourbon qui hérita de la famille normande de Préaux la terre du même nom.

## Origine
La famille de Préaux est originaire de la terre de Préaux, située au bailliage de Rouen, en Normandie.
Heudeberge de Préaux, fille d'Ingleran II sire de Préaux, épousa Osbert II de Cailly (qui signa une charte en 1147), et substitua à son nom les nom et armes de sa femme, dame de Préaux.

## Personnalités
- Jean Ier de Préaux, chevalier banneret, fondateur en 1200 du  prieuré de Beaulieu. Il concourut, en 1204, à tous les actes qui furent dressés pour la réunion de la Normandie à la France, et assista à l'échiquier de la mi-carême de l'an 1213[1].
- Pierre de Préaux, mort en 1212, chevalier, gouverneur militaire de Normandie. En 1204, Pierre de Préaux défendit la ville de Rouen assiégée par les troupes de Philippe II Auguste. Il se rendit au roi de France et lui fit hommage. Gardant toujours sa fidélité à Jean sans Terre, il devint bailli des îles Anglo-Normandes[1].
- Guillaume de Préaux, chevalier banneret. Il accompagna Richard Cœur de Lion à la croisade ; il parvint, dans une action meurtrière, à débarrasser ce prince, et demeura prisonnier à sa place. Richard donna dix émirs pour son échange. Il fut caution du traité de Rouen, en 1204, et l'un des commissaires pour dresser, l'an 1205, l'état des patronages laûs. Il assista à l'échiquier de la mi-carême de l'an 1233, et mourut en 1235[1].
- Guillaume de Préaux, fut l'un des trente-huit seigneurs normands créés chevaliers par Philippe IV le Bel en 1313[1].

## Extinction
La lignée masculine de la famille de Préaux s'éteignit en France après 1387 avec Jean IV de Préaux, fils de Pierre II (mort en 1360) et de Blanche Crespin, dame de Thury et de Dangu.
Sa sœur Marguerite de Préaux, baronne de Thury, dame de Préaux et de Dangu, épousa en 1397 Jacques de Bourbon, seigneur de Villaines, grand-bouteiller de France et auteur du rameau capétien de Bourbon-Préaux qui ne forma que deux degrés et s'éteignit avec leur fils Charles de Bourbon, archidiacre de Sens, vivant en 1472.
Une branche aurait cependant continué en Angleterre à partir d'environ 1400.
Selon La Chenaye-Desbois, la terre de Préaux échut par alliance à la maison de Ferrières, et fut vendue le 22 décembre 1538 par Pierre de Ferrières, baron de Dangu, à Anne de Montmorency (1493-1567), connétable de France.

## Armes
La famille normande de Préaux portait « de gueules, à l’aigle d’or, membrée et becquée d’azur »,, alias « d’argent, à l’aigle de gueules, membrée et becquée d’azur »[réf. souhaitée].
La première aigle a été reprise sur le blason officiel de la commune de Préaux (Normandie), bien que bicéphale et sur un champ différent.

La branche établie en Angleterre en a brisé les couleurs : « de gueules, à l’aigle d’hermine ».

Armes de la famille de Préaux de Normandie.
Armes de la branche établie en Angleterre.
Armes de la commune de Préaux (Seine-Maritime).

## Alliances
La famille de Préaux contracta des alliances avec notamment les familles d'Estouteville, de Lusignan de la Marche, Malet de Graville, Crespin du Bec-Crespin, de Bourbon, de Ferrières, etc.